# Nagraogo
Ne doit pas être confondu avec Nagraogo-Foulcé.
Nagraogo est une localité située dans le département de Barsalogho de la province du Sanmatenga dans la région Centre-Nord au Burkina Faso.

## Géographie
Nagraogo se situe à 11 km au nord-ouest de Barsalogho, le chef-lieu du département, et à environ 50 km au nord du centre de Kaya, la principale ville de la province. Le village se trouve sur la route reliant Barsalogho à Dablo.

## Histoire
Le 20 janvier 2020, une importante attaque terroriste djihadiste a lieu à Nagraogo, puis dans le village proche d'Alamou, faisant au moins 36 morts au total (dont 32 dans le village) et de nombreux blessés,. Le président Roch Marc Christian Kaboré décrète un deuil national de deux jours et le parlement du pays vote à l'unanimité une loi autorisant le recrutement de volontaires locaux dans la lutte anti-jihadiste qui recevront une formation militaire de deux semaines. Le 22 janvier, une cérémonie œcuménique a lieu réunissant les communautés musulmane, catholique et protestante des villages en présence de l'évêque de Kaya, Mgr Théophile Nare, et du gouverneur de la région Centre-Nord, Casimir Séguéda. Dans les jours qui suivent, une partie de la population villageoise quitte Nagraogo pour s'installer dans un camp de déplacés internes à Kaya et Barsalogho,.

## Économie
L'économie du village repose sur l'agropastoralisme ainsi que le commerce généré par son important marché local placé entre les deux chefs-lieux départementaux.

## Éducation et santé
Le centre de soins le plus proche de Nagraogo est le centre médical avec antenne chirurgicale (CMA) de Barsalogho tandis que le centre hospitalier régional (CHR) se trouve à Kaya.
Nagraogo possède deux écoles primaires privées confessionnelles, catholique et musulmane Miftah Oul Ouloum.